# エルフェンランド
エルフェンランドは、アラン・ムーンのデザインによるドイツのボードゲーム。1998年にアミーゴより発売された。
このゲームはムーン自身の過去の作品であるエルフェンロード（ホワイトウィンド社）を基にしている。エルフェンロードは1ゲームに4時間かかるものだったが、エルフェンランドはルールの単純化などにより1ゲーム1時間程度となっている。これにより、家庭向けゲームとしても魅力的なものになっている。
このゲームは1998年のドイツ年間ゲーム大賞で大賞を受賞している。またドイツゲーム大賞でも3位に入賞している。

## 内容
このゲームは2人から6人まで遊ぶことができるが、4人か5人で遊ぶのが適当である。各プレイヤーは可能な限り多くの都市を回って本拠地となる都市へ到達するのが目的となる。本拠地はカードを引いて決定するがゲーム中は隠して行われる。ルート決めは巡回セールスマン問題を想起させる。
プレイヤーはボード上を移動するためにカードを使用する。カードには7種類の移動手段（トロールの荷車、エルフの帆走車、イノシシ、ユニコーン、ドラゴン、魔法の雲、いかだ）が描かれている。各地形に適切な交通手段があるが、交通手段によっては通れない地形もある（例えばユニコーンは平地を通れない）。さらに問題が1つあり、水路を除く街道は交通手段を示すタイルがない限り通行することができず、街道には1種類のタイルしか置けない。タイルの設置は移動の前に行われるが、自分が多く動けるように、他人が動きづらいようにタイルを配置するこの部分が最も戦略を要する。
通常の移動手段タイルの他に妨害用のタイルが各プレイヤーに配布される。これは、配置された街道の輸送コストを増加させる働きがある。街道の移動にはタイルに対応した移動手段のカードが必要だが、任意の3枚を使用することで代用することもできる。
タイル配置と移動を1ラウンドとし、4ラウンドでゲームが終了する。